# 9 Dywizjon Artylerii Przeciwlotniczej (II RP)

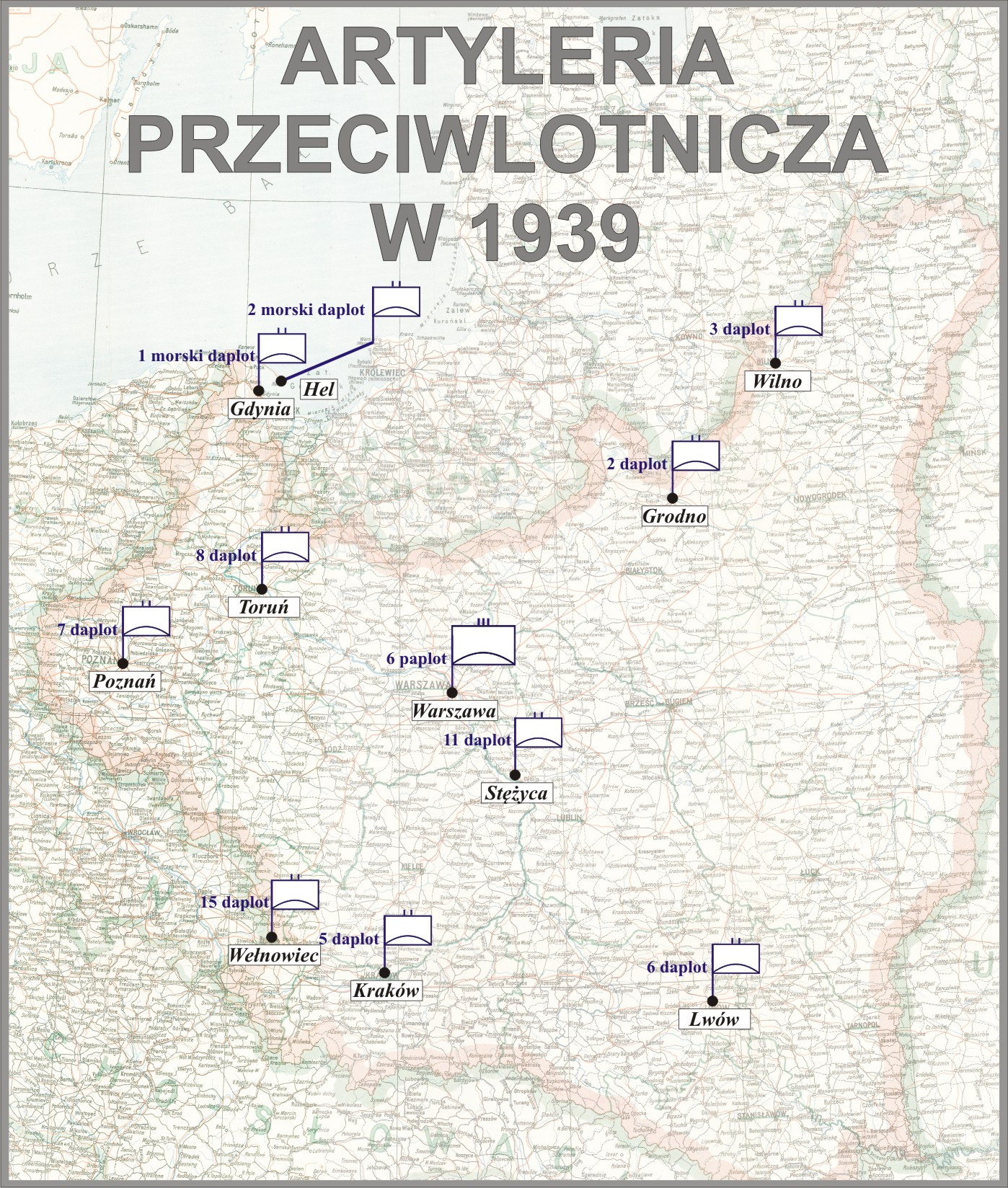
Artyleria przeciwlotnicza WP przed wybuchem II wś

9 dywizjon artylerii przeciwlotniczej (9 daplot.) – oddział artylerii przeciwlotniczej Wojska Polskiego w II Rzeczypospolitej.
Dywizjon został sformowany na podstawie rozkazu ministra spraw wojskowych L. dz. 6739/Org. z 16 września 1938 w składzie pięciu baterii armat przeciwlotniczych (dwóch motorowych kalibru 75 mm wz. 36St, dwóch motorowych kalibru 40 mm i jednej półstałej kalibru 40 mm wz. 38).

## Mobilizacja
Dywizjon był jednostką mobilizującą. Dowódca dywizjonu był odpowiedzialny za przygotowanie i przeprowadzenie mobilizacji jednostek artylerii przeciwlotniczej wpisanych na tabelę mob. dywizjonu. Zgodnie z planem mobilizacyjny „W” dywizjon mobilizował, w mobilizacji alarmowej, w grupie jednostek oznaczonych brązowym (podgrupa 2):
- baterię motorową artylerii przeciwlotniczej 40 mm typ A nr 3,
- baterię motorową artylerii przeciwlotniczej 40 mm typ A nr 27,
- baterię motorową artylerii przeciwlotniczej 40 mm typ A nr 30,
- baterię motorową artylerii przeciwlotniczej 40 mm typ B nr 89,
- samodzielną baterię motorową artylerii przeciwlotniczej 75 mm nr 9,
- pluton półstały artylerii przeciwlotniczej 40 mm nr 901,
- pluton półstały artylerii przeciwlotniczej 40 mm nr 902,
- pluton półstały artylerii przeciwlotniczej 40 mm nr 903,
- pluton półstały artylerii przeciwlotniczej 40 mm nr 904,
- pluton półstały artylerii przeciwlotniczej 40 mm nr 905[2].

Ponadto w I rzucie mobilizacji powszechnej dywizjon mobilizował Ośrodek Zapasowy Artylerii Przeciwlotniczej nr 2.

## Żołnierze dywizjonu
| Pokojowa obsada personalna batalionu w marcu 1939 | Pokojowa obsada personalna batalionu w marcu 1939 | Pokojowa obsada personalna batalionu w marcu 1939 |
| Stanowisko etatowe                                | Stopień, imię i nazwisko                          | Przydział we wrześniu 1939                        |
| ------------------------------------------------- | ------------------------------------------------- | ------------------------------------------------- |
| dowódca dywizjonu                                 | mjr art. Walenty Michał Najwer                    |                                                   |
| I zastępca dowódcy                                | kpt. art. Feliks Bohdanowicz                      |                                                   |
| adiutant                                          | kpt. art. Janusz Stanisław Klimontowicz           | bat. mot. art. plot. 40 mm typ B nr 89            |
| lekarz medycyny                                   | por. lek. Czesław Cierpikowski                    |                                                   |
| p.o. II zastępcy dowódcy (kwatermistrza)          | kpt. adm. (art.) Ignacy Raczkowski                |                                                   |
| oficer mobilizacyjny                              | kpt. adm. (art.) Stefan Wiliński                  |                                                   |
| zastępca oficera mobilizacyjnego                  | chor. Zygmunt Pasek                               |                                                   |
| oficer administracyjno–materiałowy                | por. adm. (art.) Tadeusz II Wasilewski            |                                                   |
| oficer techniczny                                 | kpt. art. Zygmunt Tomasz Stanisław Malinowski     |                                                   |
| oficer gospodarczy                                | por. int. Marcin Eugeniusz Sulikowski             |                                                   |
| dowódca plutonu łączności                         | por. art. Edward Złotnik                          |                                                   |
| dowódca 1 baterii                                 | kpt. art. Władysław Bandrowski                    | bat. mot. art.plot. 40 mm typ A nr 27             |
| dowódca plutonu                                   | por. art. Michał Stocki                           | †1940 Charków                                     |
| dowódca 2 baterii                                 | mjr dypl. art. Stanisław Cypryk                   | Dowództwo 2 GAPlot., †1940 Charków                |
| dowódca plutonu                                   | ppor. art. Wiktor Markowski                       |                                                   |
| dowódca plutonu                                   | ppor. art. Zbigniew Osiecki                       |                                                   |
| dowódca plutonu                                   | ppor. art. Bronisław Tadeusz Pawlak               |                                                   |
| dowódca 3 baterii                                 | por. art. Jan Raniewicz vel Szram                 | sam. bat. mot. art. plot. 75 mm nr 9              |
| dowódca plutonu                                   | ppor. art. Marian Dmowski                         | sam. bat. mot. art. plot. 75 mm nr 9              |
| dowódca 4 baterii                                 | por. art. Tytus Roman Jakubowski                  |                                                   |
| dowódca plutonu                                   | ppor. art. Stanisław Wojciech Dwornicki           |                                                   |
| dowódca 5 baterii                                 | kpt. Stanisław Małecki                            |                                                   |
| dowódca plutonu                                   | ppor. art. Józef Smoliński                        | †1940 Charków                                     |

### Żołnierze dywizjonu – ofiary zbrodni katyńskiej
Biogramy zamordowanych znajdują się na stronie internetowej Muzeum Katyńskiego
| Nazwisko i imię           | stopień           | zawód   | miejsce pracy przed mobilizacją       | zamordowany |
| ------------------------- | ----------------- | ------- | ------------------------------------- | ----------- |
| Stanisław Roman Dąbrowski | porucznik rezerwy | prawnik | Bank Gospodarstwa Krajowego we Lwowie | Katyń       |